# Lasioglossum gynochilum
Lasioglossum gynochilum är en biart som beskrevs av Michener 1965. Lasioglossum gynochilum ingår i släktet smalbin, och familjen vägbin. Inga underarter finns listade i Catalogue of Life.

## Bildgalleri

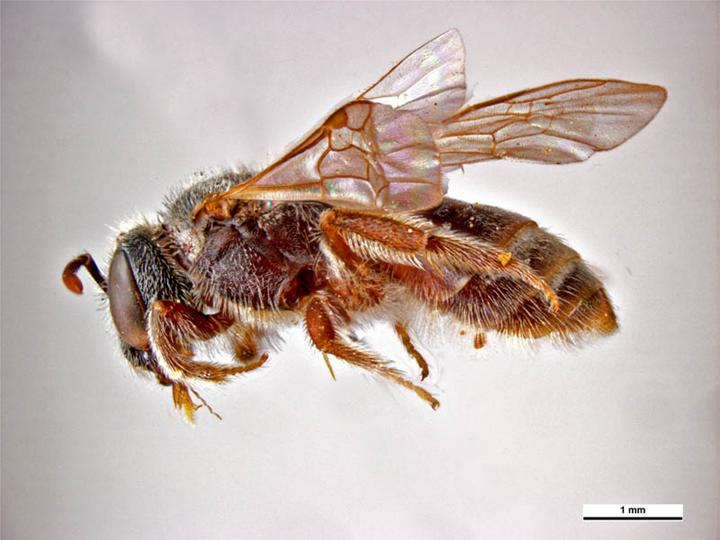
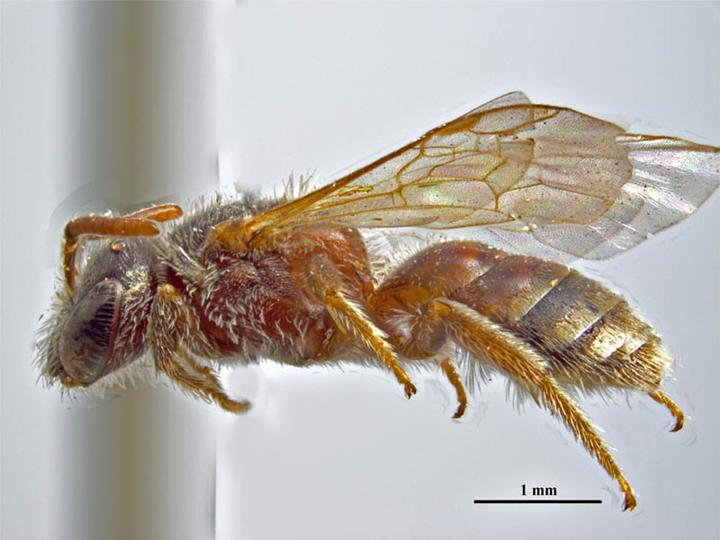